# Ruggero Deodato
Ruggero Deodato (Potenza; 7 de mayo de 1939 - Roma; 29 de diciembre de 2022) fue un director de cine, actor y guionista italiano. Llegó a ser muy famoso a partir de los años 1980 gracias a la realización del filme clásico de horror Holocausto caníbal. Sus películas resultan desagradables para algunos debido a la extrema violencia y crueldad que se muestran en estas. Hay dos de sus filmes en los que se puede apreciar claramente a  animales sacrificados cruelmente, y por eso han sido censurados o prohibidos en muchos países.

## Biografía
Ruggero Deodato creció en las afueras de Roma, Italia. Uno de sus amigos más cercanos fue Renzo Rossellini, hijo del famoso director italiano Roberto Rossellini. Conociendo el amor de Ruggero por el cine, Renzo lo convenció para trabajar como director de segunda unidad en algunas de las producciones de su padre. De 1958 a 1967 Deodato trabajó como director de la segunda unidad con varios directores de películas de culto, como Anthony M. Dawson (Antonio Margheriti), Riccardo Freda y Joseph Losey.
Deodato trabajó en la televisión de 1971 a 1975, dirigiendo la serie All'ultimo minuto (1971), además de diversos comerciales, incluyendo entre estos los realizados para las marcas Esso, Tirita y Fanta. Deodato regresó a la dirección cinematográfica con un melodrama erótico y un thriller policial. Al mismo tiempo, su matrimonio se vino abajo. En 1977 Deodato dirigió el notorio filme titulado Ultimo Mondo Cannibale (1977) y más tarde Holocausto caníbal (1980). Viajó a la ciudad de Nueva York, donde dirigió el inquietante thriller The House on the Edge of the Park (1980), un seguimiento parcial del filme The Last House on the Left de Wes Craven. Deodato hizo Violencia mortal en tan solo 19 días con un presupuesto muy reducido, tiempo después regresó a la dirección de películas de acción y terror.
Deodato falleció el 29 de diciembre de 2022 a la edad de 83 años, el director vivía en la ciudad de Roma.

## Filmografía selecta
- Fenomenal e il tesoro di Tutankamen (1969)
- Waves of Lust (1975)
- Live Like a Cop, Die Like a Man (1976)
- Jungle Holocaust (1977) aka Último Mondo Canibale / Mundo caníbal, mundo salvaje / The Last Cannibal World / En el infierno caníbal (en Uruguay)
- L'ultimo sapore dell'aria (1978) aka El último sabor del aire (en Uruguay)
- The Concorde Affaire '79 (1979) aka S.O.S. Concorde (en Uruguay)
- Holocausto caníbal (1980)
- The House on the Edge of the Park (1980) aka La Casa Sperduta nel Parco / Trampa para un violador / Sicópata (en Uruguay)
- Raiders of Atlantis  (1983) aka Invasores del abismo
- Cut And Run (1985) aka Amazonia, The White Jungle / aka Inferno in Diretta / aka Hell...Live!
- Body Count (1987) aka Camping del Terrore / Camping Terror
- The Barbarians and Company (1987)
- Phantom of Death (1988) aka Un Delitto Poco Comune / aka Bestia asesina / aka Off Balance
- Dial Help (1988) aka Ragno Gelido / aka Minaccia d'amore / aka Teléfono mortal
- La lavadora asesina (1993)
- Hostel: Part II (2007) (como actor)